# الكسندر ويلش
الكسندر ويلش هو سياسي كندي، ولد في 15 يوليو 1873، وتوفي في 6 مايو 1961.